# Fritz-Jochen Kopka
Fritz-Jochen Kopka (* 14. April 1944 in Güstrow) ist ein deutscher Journalist und Schriftsteller.

## Leben
Fritz-Jochen Kopka wuchs in Mecklenburg auf. Er absolvierte eine Lehre als Schriftsetzer in Schwerin, Pößneck und Güstrow. Von 1965 bis 1969 studierte er an der Sektion Journalistik der Leipziger Karl-Marx-Universität. Von 1969 bis 1970 und – nach Ableistung seines Wehrdiensts – erneut von 1972 bis 1975 war er beim Fernsehen der DDR tätig. Von 1975 gehörte er der Redaktion der Literaturzeitschrift Temperamente an; von 1979 bis 1989 war er Redakteur der Zeitung Sonntag. Danach folgte eine Zeit als freier Journalist. 1990 nahm Kopka am Ingeborg-Bachmann-Wettbewerb in Klagenfurt teil. Von 1991 bis 1997 war er Redakteur bei der Wochenpost, anschließend Reporter für Die Woche. Seit 2002 lebt er als freier Schriftsteller in Berlin.
Fritz-Jochen Kopka ist Mitglied des PEN-Zentrums Deutschland.

## Werke
- Barbara Thalheim, Höhlen-, Drachen- und Trotzdem-Lieder, Fulda 1988
- Linker Charme, München 1989 (zusammen mit Jutta Voigt)
- Rügen, München 2004 (zusammen mit Johann Scheibner, in der Reihe Reisen in Deutschland)

### Herausgeberschaft
- Das erste Haus am Platz. 32 Übernachtungsversuche, Berlin 1982 (zusammen mit Martin Stephan)
- Irgendwo nirgendwo, Berlin 1988 (zusammen mit Martin Stephan)
- Konstantin Wecker: Das macht mir Mut, Berlin 1989
- Und diese verdammte Ohnmacht, Berlin 1991 (zusammen mit Daniela Dahn)